# Scelio aratigena
Scelio aratigena är en stekelart som beskrevs av Jean-Jacques Kieffer 1913. Scelio aratigena ingår i släktet Scelio och familjen Scelionidae. Inga underarter finns listade i Catalogue of Life.